# Resell
Ne doit pas être confondu avec Recel.
Le resell (litt. « revendre »), se définit comme le phénomène décrivant la revente de baskets de collection issues de stocks très limités. Ces modèles sont dans la majorité des collaborations entre grandes marques de chaussures (Nike, Adidas, New Balance...) et artistes incontournables issus de milieux très variés (Travis Scott, Kanye West, Sean Wotherspoon, Virgil Abloh…). Ce phénomène ne concerne pas uniquement les sneakers mais également les vêtements, accessoires de mode, et figurines de collection. Les individus faisant partie de ce phénomène sont appelés « resellers » (mot anglais pour désigner les revendeurs de chaussures qui « font du resell »).

## Histoire
La revente de chaussures a toujours existé mais concernait à ses débuts uniquement les collectionneurs et se faisait à petite échelle, souvent par le bouche à oreille. Ce phénomène de revente de chaussures apparaît dans un premier temps aux États-Unis car la plupart des chaussures qui sont revendues sont issues de marques américaines. C'est aussi d'ici que vient l'appellation angliciste du mouvement. Ce phénomène s'est développé à grande échelle dans les années 2010 aux États-Unis et est arrivé en 2015 en Europe. L'engouement autour de ce phénomène s'est précipité à la suite de la sortie de la collection « The ten » de Nike en collaboration avec Off-White.  

## Fonctionnement
Le fonctionnement du resell est simple et se divise en deux marchés, le marché primaire et le marché secondaire. Ce marché est très accessible et est principalement occupé par des jeunes allant de 15 à 25 ans.

### Le marché primaire

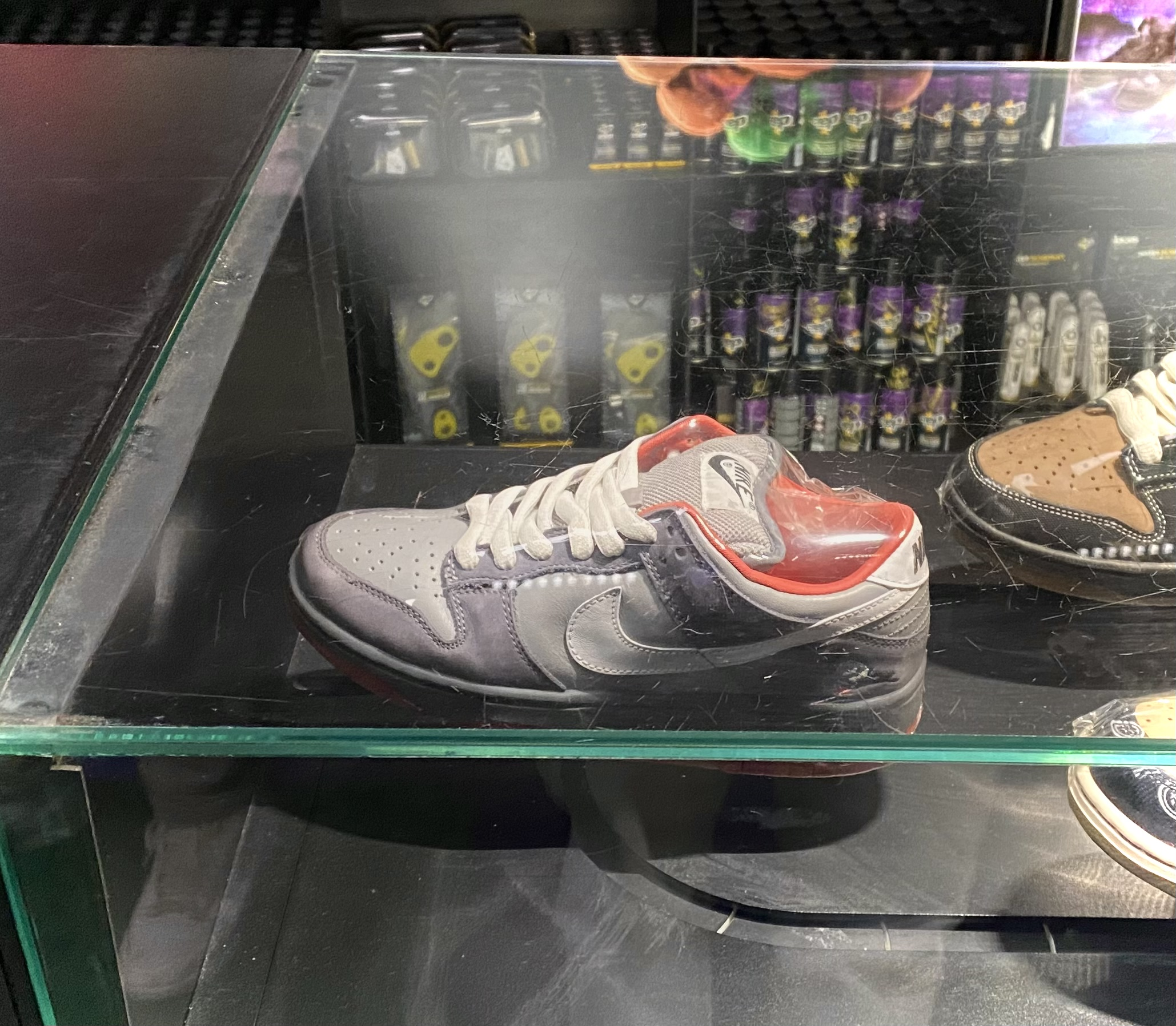
Nike dunk SB low Staple NYC Pigeon

Ce marché est appelé primaire car il est le lieu où le phénomène débute, les marques de chaussures et leurs distributeurs mettent en vente leurs produits sur le marché à un prix fixe mais en quantité limitée. Ces paires de chaussures sont des éditions limitées et se retrouvent très rapidement en rupture de stock. La mise en vente de ces éditions limitées se fait de deux façons différentes, par vente classique et standard ou par « raffle » (la raffle est un tirage au sort organisé lors de sorties sneakers en quantité limitée. La raffle n’est pas un jeu-concours. En effet, la raffle est un tirage au sort qui permet d’avoir une chance d’acheter une paire prisée). Ce modèle existe depuis les années 2000 dans le but d'éviter des émeutes comme à New-York en 2005 à la suite de la sortie de la « Nike dunk low pigeon », réalisée par Jeff Staple, fondateur de l'entreprise Staple Design (en). Cette méthode se faisait à l'origine en magasin et était organisée par les magasins de chaussures à petite échelle, avec le développement d'internet et des nouvelles technologies. Cette méthode s'est digitalisée et est désormais organisée par les marques de chaussures. C'est désormais la méthode la plus appliquée par les marques pour vendre leurs produits. La seconde méthode des marques pour vendre leurs chaussures est la vente classique, « premier arrivé, premier servi », mais cette méthode s'est retrouvée très critiquée par le grand public car trop injuste, de nombreux resellers utilisent des robots (surnommés « bots », expression qui désignent des robots utilisés pour faciliter l’achat de produits rares et limités,) pour pouvoir acheter le plus de paires possibles.

### Le marché secondaire
Ce marché est appelé secondaire car il intervient obligatoirement à la suite du marché primaire, c'est le marché de la revente. C'est sur ce marché que se croisent l'offre (les resellers mettent en vente leurs sneakers), et la demande qui est représentée par les acheteurs de baskets. Ce marché a pour caractéristique de proposer des produits qui sont dans leur grande majorité proposés à un prix de vente supérieur à celui fixé par le fabricant. Ce phénomène s'explique par la limitation des stocks de baskets, certaines paires sont en collaborations avec des artistes ou des créateurs ou qui vont sortir dans certaines zones géographiques. Les paires échangées sur ce marché sont presque toutes vendues dans des éditions limitées sur le marché primaire. Ce marché est très vaste et se développe très rapidement, une estimation annuelle a évalué ce marché à plus de 6 milliards d'euro en 2020. En avril 2021, la maison Sotheby’s a vendu pour 1,8 million de dollar une paire unique de Air Yeezy, portée et créée par Kanye West lorsqu'il travaillait avec Nike.

## Industrialisation du phénomène
À la suite de l'explosion et de la démocratisation du resell, à partir de 2015, de nombreuses entreprises sont nées dans le but de standardiser mais également de sécuriser ce marché. L'entreprise pionnière de ce marché est StockX, une plateforme de revente en ligne désormais mondiale créée en 2016. À la suite du lancement de cette plateforme, de nombreux concurrents sont apparus tel que Goat, Wethenew ou encore Klekt.